# Absolon Sarolta
Absolon Sarolta Olga (Nagykőrös, 1924. február 16. – Budapest, 1945. január 16.) magyar tisztviselő, partizán, a Vörös Brigád nevű partizáncsoport tagja, mártírhalált halt 1945-ben.

## Élete
Nagykőrösön élt, majd miután barátnője, Német Irén (Ida) a fővárosba utazott vőlegényéhez, a gyermekszínészként ismert Füredi Lászlóhoz, Sarolta is utánament, gépírónői állást vállalt a Telefongyárban.
1944-ben a Nemzetvédelmi Szövetség egy katonai egységet szervezett annak érdekében, hogy kisegítő karhatalmi feladatokat lássanak el. A hivatalosan XIV/2 századnak, a feladatából eredő rövidítéssel Kiska-századnak nevezett egység jórészt civilekből állt, kevés fegyverrel rendelkezett. Vezetőjük az ellentmondásos Zsabka Kálmán volt, aki szélsőséges németellenessége mellett antiszemitizmusáról és Szálasihoz fűződő kapcsolatairól volt ismert. A századon belül a parancsnokhelyettes, Varga (Varha) Károly kezdeményezésére létrehoztak egy baloldali gondolkodásúakból álló csoportot, akinek a szovjet csapatok megérkezését követően lett volna karhatalmi feladatuk, illetve a háború után a nyilasok megtalálásában akarták őket bevetni. A csoport alapító tagjai közé tartozott Varga és Kós József Géza mellett az akkor már illegalitásban élő Füredi László is. Füredi révén az akkor már felesége, Német Irén és Absolon is csatlakozott a csoporthoz, melynek létszáma körülbelül 50 fő volt.
A Vörös Brigád önállósította magát és partizántevékenységbe kezdett. Ennek pontos mértékét az 1990 előtt felnagyították, 1990 után részletesen még nem vizsgálták. Feltehetően kisebb szabotázscselekmények köthetők hozzájuk: telefonvezetékek átvágása, falragaszok eltávolítása, illetve a propagandatevékenységben vehettek részt röplapok szórásában. A rendszerváltás előtti írásokban a Vörös Brigádnak tulajdonították a Thököly úti nyilas pártház elleni támadást is, illetve katonai állások elleni kézigránátos akciókat.Absolon (és Német) is részt vettek az akciókban figyelőszolgálatot látva el, illetve szállítási és konspiratív feladatokat bízhattak rájuk.
Füredi révén a csoport kapcsolatban volt Braun Évával, az illegális Magyar Kommunista Párt ifjúsági mozgalmának, az Országos Ifjúsági Bizottságnak a szervezőjével. Amikor 1945. január 5-én a németek és a nyilasok összehangolt akcióban megtámadták a Kiska Vörös Brigád egységének Vilma királynő úti (Városligeti fasori) épületét, az ott őrizetbe vett és elhurcolt ellenállókat Braun Évával együtt a Budavári Palota föld alatti helyiségeiben gyűjtötték össze. Itt kegyetlen vallatást követően 1945. január 16-án kivégezték Absolon Saroltát, Braun Évát, Füredi Lászlónét (Német Irént), Bauch Sándort, Dálnoki Nagy Ferencet, Fuhrmann Vilmost, Kovács Károlyt, Nyeste Kálmánt, ifj. Rónai Ferencet, Varga Ernőt és Vargha Károlyt.

## Emlékezete
- Szülőhelyén, Nagykőrösön 1965-ben neveztek el utcát az akkoriban kiépülő új városrészben, Tormáson.[8] Az utcanév 1991-ben változott meg, új (mai) neve: Március 15. utca. Érdekesség, hogy mártírtársa, Német Irén utcaneve nem változott.[9]
- Építőtábor viselte a nevét a szocializmus időszakában.
- Szomor László alkotása Braun Éva emlékkő néven, az áldozatok nevét felsoroló oszlopként állt 1970-től Budapest I. kerületében, ezt azonban átalakították, ma már csak egy emléktábla maradt.[10]